# 鳴門オレンジ
鳴門オレンジ（なるとオレンジ）とは、淡路島（兵庫県）特産の柑橘類の一種。
キシュウミカンが花粉親であることが遺伝子解析で推定されている。
「鳴戸柑」「鳴門蜜柑（みかん）」「阿波蜜柑」とも呼ばれる。地元では単に「なると」と呼ぶ通称もある。古くは「鳴門みかん」と言われていたが、第二次世界大戦後は「鳴門オレンジ」の銘柄で広く全国に知られるようになった。名前の由来は鳴門海峡からきていると言われる。

## 歴史と特色
約300年前の江戸時代、徳島藩領だった淡路島の由良（現在の洲本市南部）に住んでいた藩士の陶山（すやま）氏が、唐橙（唐柑とも）の種子を庭にまき、育った実のうち美味なものを選んで種をとり、育てたと伝えられている。
鳴門オレンジの旬は4月中旬から初夏。独特の香りや、ほろ苦さ、さわやかな風味が特徴である。
最盛期の昭和30～40年代には淡路島全体で約170haの畑があったが、酸っぱさや種の多さが敬遠されて10ha以下に減り、非常に珍しい蜜柑になっている。このため吉備国際大学地域創成農学部（南あわじ市）が苗木づくりや加工食品の開発などに取り組んでいる。地元では昔から、鳴門オレンジに砂糖をまぶした「なると漬け」という菓子もある。
2018年に「淡路島なるとオレンジ」に改称。